# Laurent Ugo
 (juin 2014).
Si vous disposez d'ouvrages ou d'articles de référence ou si vous connaissez des sites web de qualité traitant du thème abordé ici, merci de compléter l'article en donnant les références utiles à sa vérifiabilité et en les liant à la section « Notes et références ».
Laurent Ugo (né le 7 juin 1973 à Menton) est un arbitre assistant de football français.

## Carrière
Il a officié dans les championnats professionnels de 2005 à 2013, et a été arbitre international de 2008 à 2011.
Il a arbitré la finale de Coupe de France 2008 et la finale de la Coupe de la Ligue 2010
Aux côtés de Stéphane Lannoy et Eric Dansault, il a officié dans la plupart des grands stades d'Europe et le trio a été désigné pour la Coupe du monde FIFA en 2010 en Afrique du Sud. Il y a arbitré trois matchs.
En tout il a arbitré une centaine de matchs en L1 et autant en L2, ainsi que quarante matchs en Coupe d'Europe (Ligue des champions et Ligue Europa) et dans les compétitions de la FIFA (matchs qualificatifs CM).

## Distinctions
Il a remporté le Trophée UNFP du meilleur arbitre assistant 2010 